# Dysdera gibbifera
Dysdera gibbifera là một loài nhện trong họ Dysderidae.
Loài này thuộc chi Dysdera. Dysdera gibbifera được Jörg Wunderlich miêu tả năm 1992.